# جمغاري (إرم)
جمغاري (بالفارسية: جمغاری) هي قرية تقع في إيران في قسم إرم الريفي. يقدر عدد سكانها بـ 72 نسمة بحسب إحصاء 2016.